# Economia de Niterói
Economia de Niterói, município da Região Metropolitana do Rio de Janeiro, possui o quarto maior PIB municipal do Estado do Rio de Janeiro. A área do município possui belíssimas praias, algumas são banhadas pela Baía de Guanabara, e ainda pode-se conferir um roteiro histórico muito rico, com diversos passeios a museus, fortes e igrejas, contudo, as atividades econômicas são indústria naval, indústria em geral, comércio, serviços em geral e pesca.
A cidade de Niterói é um dos principais centros financeiros, comerciais e industriais do Rio de Janeiro. Niterói é hoje a 12ª entre as 100 melhores cidades brasileiras para negócios. Niterói vem acompanhando um alto índice de investimentos na cidade, como imobiliário e de comerciário, tanto advindos da herança de ter sido, até a metade da década de 1970, a capital estadual, como por sua proximidade geográfica à Cidade do Rio de Janeiro, como também pelo intenso desenvolvimento das atividades de petróleo da Bacia de Santos e Bacia de Campos.
| Serviços    | 97,1 %  |
| Indústria   | 2,9 %   |
| Agricultura | 0,001 % |

Em 2009, segundo dados do IBGE, o Produto Interno Bruto (PIB) nominal de Niterói foi de R$10,8 bilhões, figurando como o terceiro município com maior PIB do Rio de Janeiro, depois da cidade do Rio de Janeiro e de Duque de Caxias e o 41º município mais rico do Brasil. Somente no setor de petróleo, de acordo com o Instituto Brasileiro de Petróleo e Gás (IBP), a região responde por 70% do parque instalado fluminense do setor, concentrando desde empresas de offshore a estaleiros. A cidade é o segundo maior empregador formal do Estado do Rio de Janeiro, embora ocupe o 5º lugar quanto ao número de habitantes, que correspondentes a 4,11% do total da população da Região Metropolitana do Rio de Janeiro.
A economia de Niterói esta centrada, predominantemente, no setor terciário ou de serviços, considerando que as atividades industriais vem perdendo posição desde muitos decênios, embora tenham recuperado parcialmente, a partir da reativação da indústria naval na década de 2000, ainda que de maneira embrionária. Em 2009, segundo o IBGE o setor que mais predominou na economia da cidade, e que foi o responsável por 97,1% do PIB é o de setor de comércio e serviços, seguido do setor industrial, com cerca de 2,9% e do setor agrícola, com menos de 0,001%.

## População de alto poder aquisitivo
Niterói apresenta o segundo maior percentual de trabalhadores com curso superior completo (7,87%), sendo superado somente pelo município do Rio de Janeiro (11,81%).Entre os municípios mais ricos do país, Niterói aparece em primeiro lugar, com 30,7% de sua população inserida na classe A. Quando são consideradas as classes A e B, juntas, Niterói aparece novamente na liderança, com 42,9% de sua população total situada dentro dessas duas faixas de renda. A título de comparação O Rio de Janeiro é o 14º colocado entre as cidades com maior contingente de ricos, com 19,23%, e São Paulo, com 17,7%, ocupa a 17ª posição.
Segundo os dados do censo do Instituto Brasileiro de Geografia e Estatística (IBGE) de 2010, a cidade é a que possui a maior renda per capita domiciliar do Brasil, com média de R$ 3.037,30 por pessoa, fazendo com que seja considerada a "cidade com a população mais rica do Brasil". Niterói, assim como as outras cidades que lideram esse ranking, já mostravam um Índice de Desenvolvimento Humano (IDH) elevado. O índice de Niterói ficou em 0,886, o maior do estado do Rio e o terceiro maior do Brasil (empatado com Florianópolis).

## Comércio e serviços
Niterói, aproveitando a alta qualidade de vida, adquirida pela alta renda de seus moradores e pela presença dos equipamentos públicos e privados herdados do fato de ter sido capital estadual, a cidade atraí lançamento de empreendimentos imobiliários e de projetos de serviços privados e de comércio alto padrão, como polariza consumidores de bens e serviços de toda uma parcela da região metropolitana e do interior do estado. Assim, há muitos estabelecimentos de serviços e comércio, lojas de grandes grifes nacionais e internacionais, shopping centers, hospitais e clínicas particulares, colégios e universidades privadas.
Niterói, segundo dados de 2009 do Centro Estadual de Estatísticas, Pesquisas e Formação de Servidores Públicos do Rio de Janeiro (CEPERJ), ocupa o terceiro lugar no ranking estadual de serviços, e quarto colocado no ranking do PIB, embora ocupe apenas a sexta maior população do estado.
As atividades que mais contribuíram para a expansão do setor de serviços foram: Administração Pública, que participou com 23,0% do VA (Valor agregado) de Serviços do município; Atividades Imobiliárias e Aluguéis cuja participação foi de 17,2% sobre o VA total de Serviços do município em 2009, contra 17,4% em 2008; e os Serviços Prestados às Empresas (8,9% contra 8,4%) e Intermediação Financeira (8,6% contra 7,4%).
Os principais setores que contribuíram para o aumento no valor agregado do município são: Intermediação Financeira, em que a cidade abriga vários escritórios regionais de grandes bancos e agências bancárias; Administração Pública, pois, na condição de ex-capital, ainda abriga várias repartições públicas estaduais; Atividade Imobiliária e Aluguéis, à medida que a cidade passa por forte expansão imobiliária. Acresce-se a isso, fora do setor de serviços, a Indústria de Transformação, particularmente no caso da Indústria Naval, que passou de 44% de participação das saídas em 2008 para 47% em 2009.

### Comércio de rua, shopping centers e lojas de alto padrão
É grande a atividade comercial na cidade de Niterói. Os bairros do Centro e Icaraí são grandes polos de comércio de rua. O Centro, apesar da degradação por que passa a maioria dos centros de cidades brasileiras, é o maior polo de comércio e serviços da cidade, concentrando o comércio popular, lojas de grandes magazines e camelôs.
Icaraí, bairro nobre e da Zona Sul, concentra o comércio de alto padrão, com boutiques e lojas de marcas, destacando-se a presença das mais importantes marcas de produtos de moda, situadas principalmente ao longo das ruas Coronel Moreira César, Gavião Peixoto e outras como a Presidente Backer e a Lopes Trovão. O município de Niterói possui atualmente cinco shopping centers, o Plaza Shopping Niterói, o Niterói Shopping, o Bay Market, o Itaipú Multicenter e o Camboinhas Mall.

### Gastronomia, bares e restaurantes

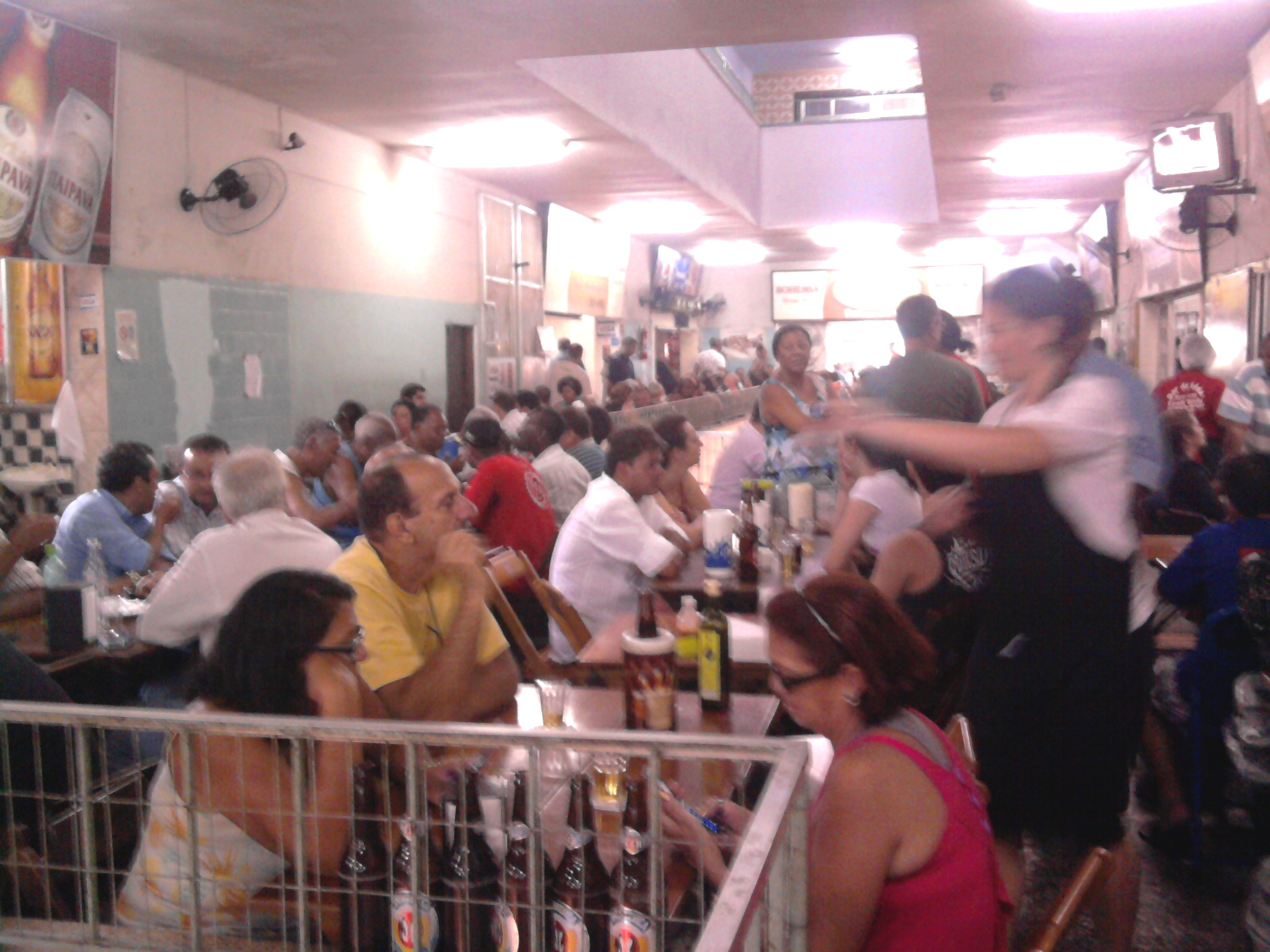
Restaurantes e bares do Mercado São Pedro.

A gastronomia de Niterói é bem marcante, pois atravessa gostos diversos, desde frutos do mar e cozinha mineira até as cozinhas portuguesa e australiana. A orla nos bairros de São Francisco e Charitas são dominadas por restaurantes e bares, servindo de point noturno. O mesmo acontecendo nas ruas do bairro de Jardim Icaraí, entre Icaraí e Santa Rosa, cuja área transformou-se em um polo gastronômico. Por sua vez, nos arredores da Cantareira, no bairro de São Domingos, há um intensa atividade boêmia, com vários restaurantes e bares. Os restaurantes de frutos do mar são símbolos do intenso sistema pesqueiro da vila de Jurujuba. No Centro e na Ponta d'Areia (no trecho conhecido como "Portugal Pequeno"), há vários restaurantes e bares de cozinha portuguesa e de cozinha de boteco.
Outra dica gastronômica é o Mercado São Pedro, um mercado público de peixe e frutos do mar de dois andares, com 39 boxes do segmento e mais sete ambientes divididos em restaurantes, mercearias, quiosques e lojas de conveniência. No andar de baixo, bancas de temperos e frutos do mar dos mais diversos. No andar de cima, os frequentadores podem comer tudo o que vê nas bancadas inferiores, e pode, inclusive, mandar fazer o seu prato com sua própria compra.

## Indústria
A economia de Niterói está atualmente centrada predominantemente no setor terciário ou de Serviços, considerando que, as atividades industriais tiveram maior expressão no passado, vem perdendo posição desde muitos decênios, porém tenham se recuperado parcialmente a partir da reativação da indústria naval na década de 2000, embora ainda de maneira embrionária.
No final do século XIX e início do XX, a cidade era um importante centro industrial, tendo-se destacado no setor têxtil, produção de fósforo, de alimentos, velas e indústria naval, entre outros. No entanto, por várias razões, a economia industrial do município veio perdendo posição relativa, tal como a economia fluminense como um todo perdeu posição significativamente ao longo do século XX para a economia emergente de São Paulo e mais recentemente, de Minas Gerais. Nos últimos anos Niterói despontou como polo de apoio as cidades produtoras de petróleo do país.
Por sua localização privilegiada, o município, situado entre as duas maiores bacias de petróleo e gás natural do Brasil – Bacia de Campos e de Santos – tem importância estratégica para o crescimento nacional do setor. A recuperação da indústria naval e os investimentos na qualificação da mão-de-obra impulsionaram o desenvolvimento. Somente no setor de petróleo, de acordo com o Instituto Brasileiro de Petróleo e Gás (IBP), a região responde por 70% do parque instalado fluminense, concentrando desde empresas de offshore a estaleiros. Esse crescimento é refletido no PIB do município, que já em 2003 teve um aumento de 10%, resultado que garantiu o quarto lugar em participação no PIB estadual.

### Indústria naval
São mais de 15 estaleiros no estado, com previsão de instalação de mais cinco. A maior concentração de estaleiros no estado fica na Região Metropolitana, principalmente em São Gonçalo e Niterói. STX Europe, Aliança, Renave/Enavi, Estaleiro Mauá, Cassinú, UTC, Transnave, Eisa, Rio Nave, Sermetal, Arsenal da Marinha, Setal, SRD Offshore, Brasfels e Mac Laren Oil são os estaleiros que compõem a indústria naval do Rio. Estão previstas as construções do Aliança Offshore, Estaleiro Alusa-Galvão, Inhaúma, Estaleiro OSX e o da Marinha.

### Indústria pesqueira
A indústria pesqueira do Rio de Janeiro é uma das maiores do Brasil e Niterói e São Gonçalo são as cidades que registraram maior parte dos números estaduais. Terminal pesqueiro, monitoramento da atividade e apoio às indústrias são algumas medidas que estão sendo planejadas. No estado, uma das principais indústrias no setor é a Coqueiro, do grupo PepsiCo, na cidade vizinha de São Gonçalo - são 1.200 funcionários, que produzem mais de 30 mil toneladas por ano.
A indústria pesqueira niteroiense sofreu graves problemas em sua cadeia. No início da década de 1970, o Governo do Estado construiu, por trás do antigo Mercado Municipal, um entreposto pesqueiro que serviria para a comercialização do produto. Diante da recusa dos antigos vendedores do Mercado São Pedro, que construíram entreposto próprio e privado no final da Avenida Visconde do Rio Branco, levou o entreposto público a uma situação difícil com a não concretização dos planos. Hoje, o prédio do entreposto, que pertence à CEASA-RJ (Centrais de Abastecimento do Rio de Janeiro), está desativado, desde 1981, com a construção da unidade de Columbandê, São Gonçalo, funcionando ocasionalmente como "sacolão" e depósito, e foi, na década de 2000, invadido por moradores de favelas vizinhas
Atualmente, desenvolve-se o Centro Integrado de Pesca Artesanal (Cipar), no Barreto, em Niterói, em fase de finalização. O projeto promete tornar o pescado mais acessível ao baratear de 10% a 12% o preço ao consumidor final, com a expectativa de atender mais de 7,5 mil pescadores da cidade e suas abrangências, como São Gonçalo.

### Porto de Niterói e atividades de apoiooff shore

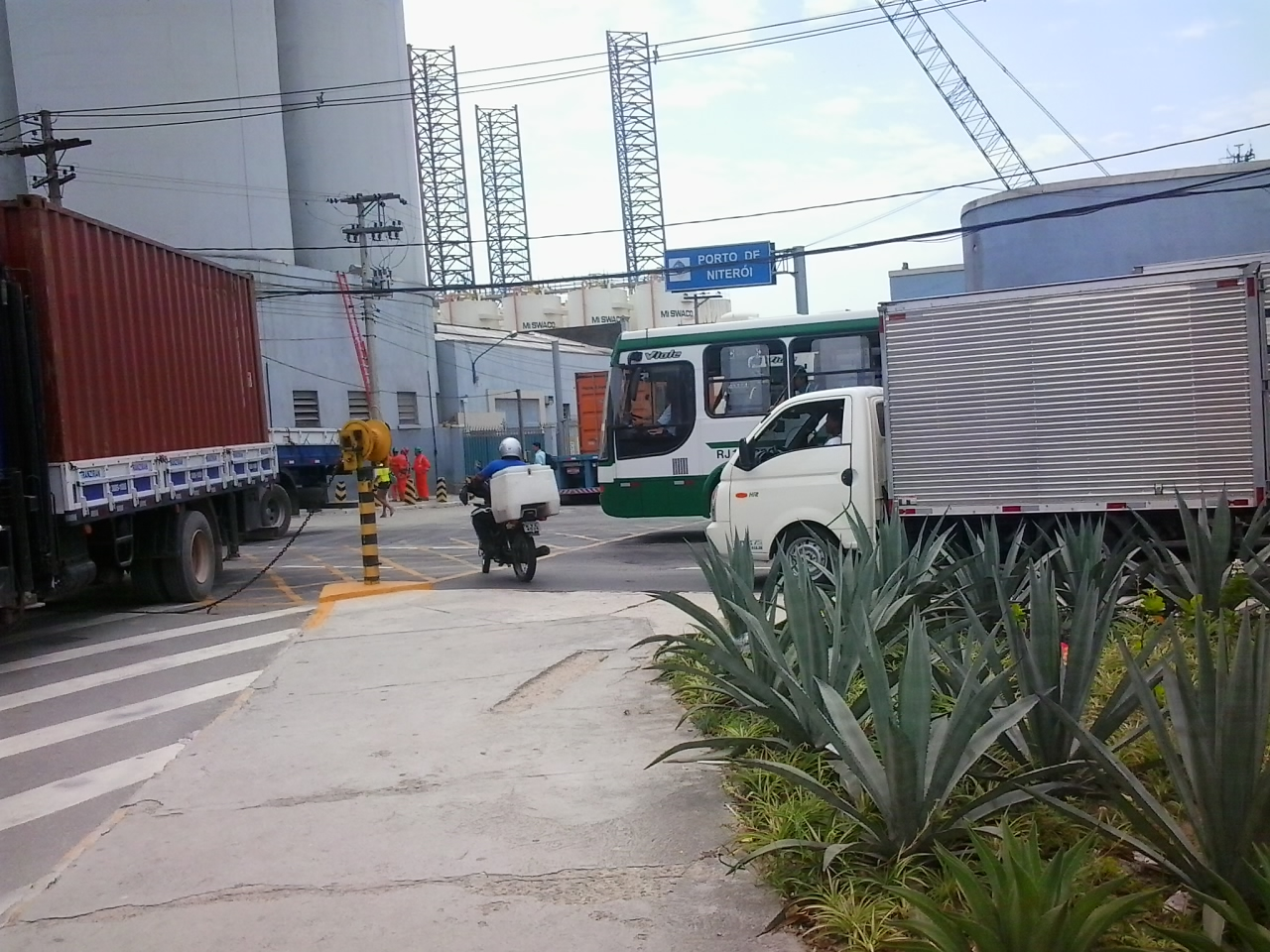
Entrada do porto de Niterói.

Na década de 2000 começa um processo de revitalização do Porto de Niterói. O porto, situado na Baía de Guanabara, é fundamental para o escoamento do Rio de Janeiro. A localização, também é estratégica para atender as demandas nas Bacia de Campos, Bacia de Santos e Bacia de Vitória. Uma pesquisa realizada pelo IPEA, mostra que o Porto ocupa a 9a posição em relação ao valor agregado na média dos produtos movimentados.
Em 2005, foram assinados os contratos de arrendamento para exploração do Porto de Niterói, buscando o seu desenvolvimento, com novos investimentos na infra-estrutura que possibilite um novo perfil para o Porto em conformidade com o mercado da região em torno do mesmo. Atualmente a potencialidade do Porto está voltada para a movimentação de carga geral, reparo naval e principalmente adequado ao apoio logístico na atividade exploração de petróleo off shore à Bacia de Campos e Santos. O local possui dois armazéns com capacidade de 12. 000 toneladas, mais dois pátios descobertos, totalizando 3.584 metros quadrados.
Para o setor portuário, a revitalização do Porto - com 23.000m² de área aberta e 3.300m² de área coberta -, é estratégica ao desenvolvimento da produção industrial local, em especial a relacionada à indústria de construção e reparo naval, em franco crescimento. Os prédios da Escola Superior de Polícia Militar (ESPM) e do Grupamento Aéreo Marítimo (GAM), foram demolidos para o início das obras de ampliação do Porto de Niterói. O terreno localizado na Avenida Feliciano Sodré, passou por terraplanagem e revitalização de toda a área. A ampliação do Porto, é para atender em especial, a demanda do Pré-sal.

## Transporte e logística
Niterói possui posição privilegiada no tocante a logística e mobilidade urbana, tanto herdada de sua antiga condição de ex-capital estadual, com acesso ferroviário e rodoviário a todo o interior do estado, como por sua posição estratégica na margem leste da Baía de Guanabara, contra-fronte a cidade do Rio de Janeiro, segundo maior polo industrial do Brasil, como também, por ser o maior polo da indústria naval do país.
O município tem conexões rodoviárias com a BR-101 e ligações direta com a Ponte Rio-Niterói e a Rodovia Amaral Peixoto, que leva ao interior do Estado do Rio de Janeiro. Possui um porto com área de terminais de 27.060 m² e um cais com o comprimento de 431,00 m e seu calado atual é de 7,5 m, que se conecta com as rodovias através da Avenida Feliciano Sodré.
Existe um ramal ferroviário para transporte de passageiros, com 33 km de extensão, ligando Niterói ao município de Itaboraí, passando por São Gonçalo. Este ramal, em operação desde 1875, ia até Vitória, no Espírito Santo, fazia parte da Estrada de Ferro Leopoldina. Contudo, com a decadência dessa estrada de ferro na década 1950, com a incorporação à Rede Ferroviária Federal, ganha destaque apenas o serviço de passageiros Niterói-Itaboraí. Com a construção da Ponte Rio-Niterói, o leito ferroviário sofre alterações, e o serviço de passageiros até a estação de trens do porto é desativada, intensificando a decadência desse ramal. Durante as décadas de 1980 e 90 o ramal suburbano passou por intensa decadência.
O ramal atualmente é operado pela empresa estatal Central e encontra-se desativada. Está em curso projeto de conversão do leito desse ramal para a implantação de parte da projetada Linha 3 do Metrô Rio entre Niterói, São Gonçalo e Itaboraí. Também, por conta da instalação do COMPERJ em Itaboraí, estuda-se reativar o ramal ferroviário para transporte de cargas entre esta cidade e o Porto de Niterói, embora, de forma a não prejudicar a construção e operação da futura linha 3 do metrô.
Niterói não conta com aeroporto ou heliporto público, embora conte com helipontos particulares. Os passageiros e cargas são atendidos pelos aeroportos da Cidade do Rio de Janeiro, em destaque o Aeroporto Internacional Tom Jobim e o Aeroporto Santos Dumont, distantes respectivamente não mais que 26 km ou 30 minutos e 20km ou 20 minutos de automóvel a partir do Centro. O vizinho município de Maricá conta com um pequeno aeroporto para aviação geral e serviços de reparo.

## Turismo

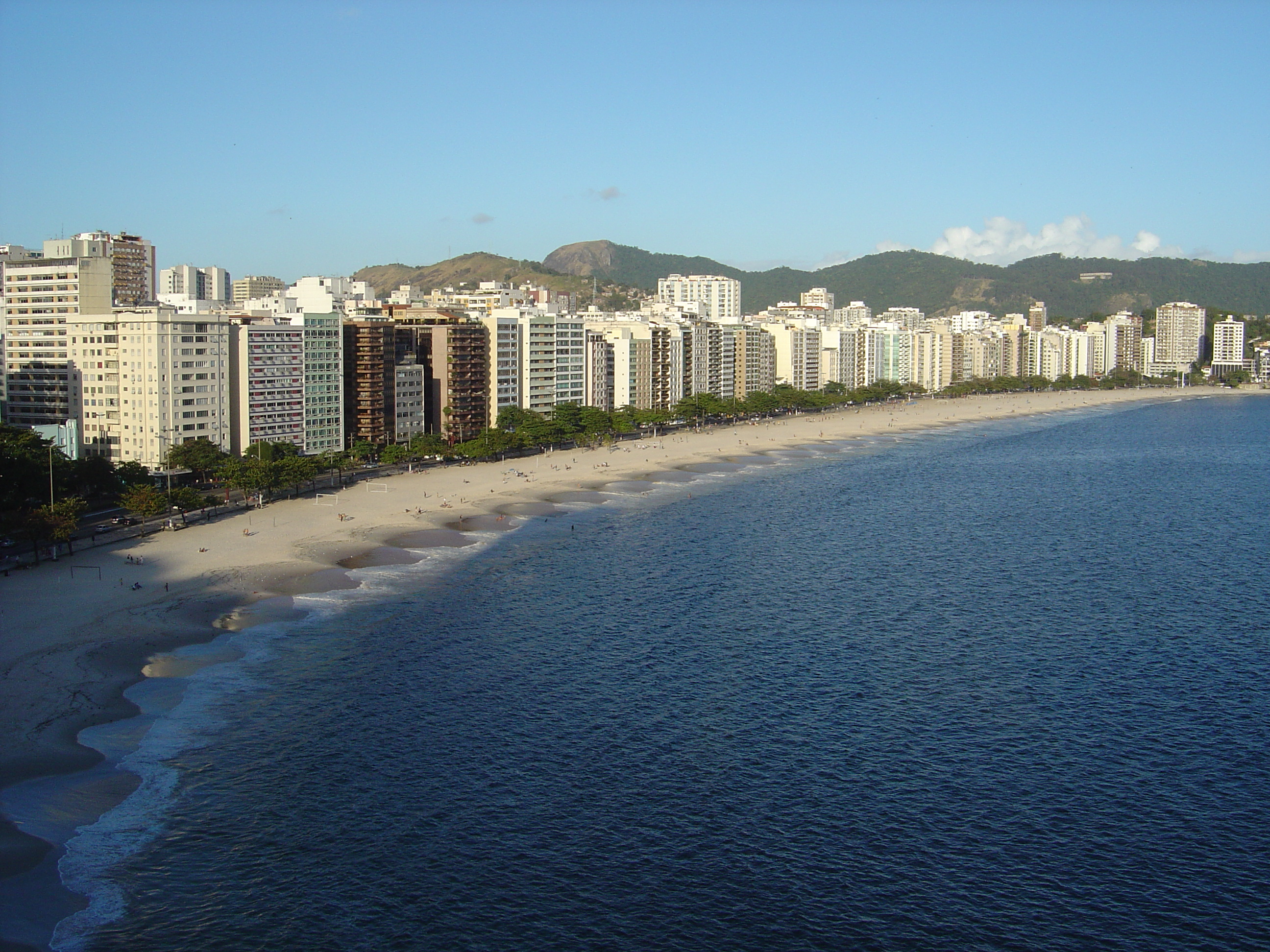
Praia de Icaraí

As cidade de Niterói é o terceiro destino turístico do Rio de Janeiro, somente atrás da Cidade do Rio e do balneário de Búzios, possui inúmeras atrações turísticas voltadas a sua natureza, a sua história e a sua cultura, um acervo dos mais atraentes está à disposição. A cidade atrai basicamente pelos seus centros culturais e históricos e pelas sua praias oceânicas. Paralelamente, a rede de hotelaria da cidade é bem restrita. Isso se dá pelo fato de que a maioria dos turistas vem a Niterói como uma extensão ao passeio pela cidade do Rio, ou seja, passam apenas um ou dois dias na cidade, mas se hospedam na capital.
Niterói possui um gigantesco complexo natural, que atrai muitos visitantes e compõe o turismo niteroiense. Um rico patrimônio histórico-cultural com museus, igrejas, teatros e arte em vários estilos, hábitos e costumes. A arquitetura é de uma impressionante beleza estética e importância histórica, exibindo em sua construção arquitetura e paisagem marcantes, em um cenário que revive um importante pedaço da história do país, inclusive o mais importante conjunto de fortes e fortalezas militares do Brasil. E possui o maior conjunto de obras do arquiteto Oscar Niemeyer depois de Brasília.
O Ministério do Turismo anunciou a cidade entre os 10 municípios incluídos na lista de roteiros turísticos no Estado do Rio para a Copa do Mundo de 2014, e por ser a cidade mais próxima da capital, uma das cidades-sede da competição.
Entre suas atrações mais visitadas, estão a Praia de Icaraí, principal bairro de Niterói, com as pedras de Itapuca e do Índio; o Caminho Niemeyer, conjunto arquitetônico que contém, como centros culturais, o Museu de Arte Contemporânea de Niterói, a Praça Juscelino Kubitschek, o Teatro Popular de Niterói, a Estação Hidroviária de Charitas, a Fundação Oscar Niemeyer e outros quatro projetos em andamento, no chamado Caminho Niemeyer e o Complexo dos Fortes de Niterói.

## Leste Fluminense
Niterói forma com seus municípios vizinhos, altamente conurbados, que atualmente totaliza de mais de 2 milhões de habitantes. Antes da fusão, com o Estado da Guanabara, para formar o atual Estado do Rio de Janeiro, em 1975, Niterói, sua então capital, e os municípios vizinhas (São Gonçalo, Itaboraí, Rio Bonito), eram denominadas sob esse nome.

## Instituições regionais

### Secretaria Municipal de Desenvolvimento Econômico
A Secretaria Municipal de Desenvolvimento Econômico é o órgão responsável em orientar, coordenar, fiscalizar e exercer a direção geral os trabalhos dos órgãos que lhe são diretamente subordinados, para promover o desenvolvimento industrial do Município e de seu distrito industrial.

### Universidade Federal Fluminense

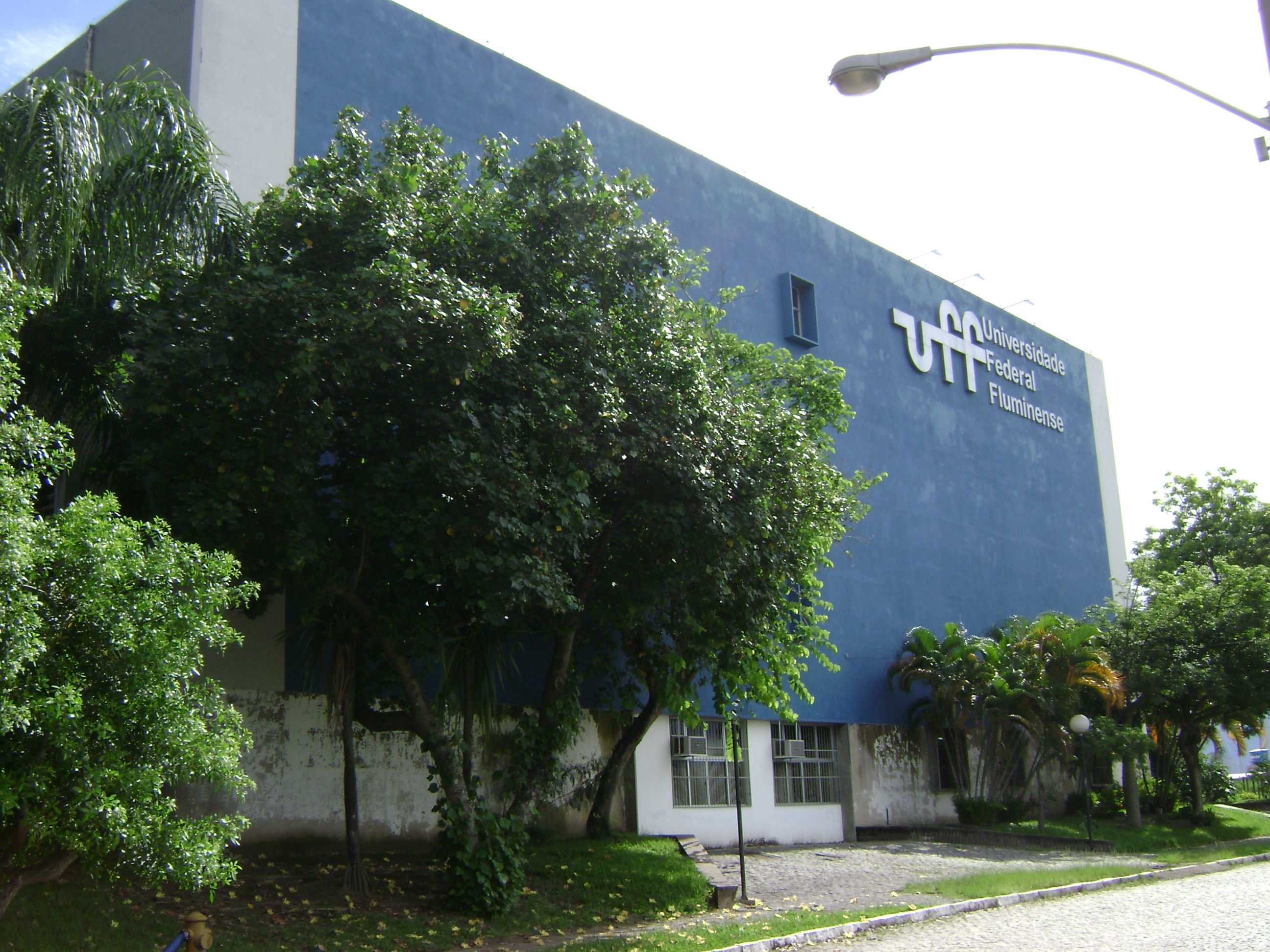
Campus do Gragoatá (UFF)

Niterói é polo sede da Universidade Federal Fluminense (UFF), uma das maiores instituições de ensino superior do Brasil, responsável pela formação de mão-de-obra especializada e polo de desenvolvimentos científicos e tecnológicos, e mantendo toda uma estrutura extensão universitária na cidade que atende a população e as empresas, desenvolvendo muitos projetos de parceria com outros órgãos públicos.
A UFF e Prefeitura Municipal de Niterói mantêm interação na área de ciência e tecnologia, desenvolvendo estrutura com tecnologia digital que serviria de apoio a empresas do setor instaladas em Niterói, para diminuir os custos de produção e aumentar a competitividade de seus produtos e "Berçário de Empresas", a fim de que instituições incubadas na UFF possam amadurecer com vista ao mercado de trabalho.

### FIRJAN
A Federação das Indústrias do Estado do Rio de Janeiro (FIRJAN) é a principal entidade de representação das indústrias do estado do Rio de Janeiro. O Sistema FIRJAN é composto por cinco instituições que trabalham de forma integrada para o desenvolvimento da indústria fluminense - Centro Industrial do Rio de Janeiro (CIRJ), Serviço Social da Indústria do Rio de Janeiro (SESI Rio), Serviço Nacional de Aprendizagem Industrial do Rio de Janeiro (SENAI Rio) e Instituto Euvaldo Lodi (IEL Rio) - que se caracterizam hoje fortemente como prestadoras de serviços às empresas. Niterói abriga a sede da representação regional do Leste Fluminense, abrangendo 16 Municípios: Rio das Ostras, Casimiro de Abreu, Silva Jardim, Armação de Búzios, São Pedro da Aldeia, Araruama, Rio Bonito, Saquarema, Cabo Frio, Arraial do Cabo, Tanguá, Itaboraí, Maricá, Niterói, São Gonçalo, Iguaba Grande.

### CONLESTE
O Consórcio Intermunicipal de Desenvolvimento do Leste Fluminense (CONLESTE) é associação do tipo "Consórcio Intermunicipal de Desenvolvimento" dos municípios do Leste Fluminense, para definir atuação de forma conjunta, diante dos problemas e vantagens que surgirão, para obter contrapartidas da Petrobras para região por causa da implantação do Complexo Petroquímico do Rio de Janeiro (Comperj), nos municípios de Itaboraí e São Gonçalo, definindo as principais reivindicações das porção leste da região Metropolitana e a região da Baixada Litorânea. A sede, atualmente, é em Itaboraí, mas há uma proposta de mudança para Niterói, com o objetivo de facilitar o acesso dos prefeitos e outros representantes dos municípios do Conleste.